# Jeffrey Moussaieff Masson
Jeffrey Moussaieff Masson (* 28. března 1941, Chicago, USA, jako Jeffrey Lloyd Masson) je americký spisovatel, žijící na Novém Zélandu.

## Život a dílo
Jeffrey Moussaieff Masson studoval na Harvardově univerzitě, kde získal roku 1970 doktorát ze sanskrtu a indologie. Vyučoval na univerzitě v Torontu, kde dosáhl hodnosti profesora. Působil také jako vedoucí Archivu Sigmunda Freuda, byl editorem Freudovy korespondence. Je autorem četných pojednání z oboru psychologie a etiky. Nejznámější jsou jeho názory na Sigmunda Freuda a psychoanalýzu. V knize Útok na pravdu (The Assault on Truth) Masson tvrdí, že Freud zřejmě opustil teorii svádění proto, že se bál, že když připustí tvrzení svých pacientek o tom, že byly pohlavně zneužívány, znemožní si tím přijetí svých psychoanalytických metod.
Dnes žije v Aucklandu na Novém Zélandu se svojí ženou, dětmi a kočkami. Je přísným veganem a píše knihy o právech zvířat a jejich emocionálním životě.